# Попереджувальна сигналізація
Попереджувальна сигналізація (рос. предупредительная сигнализация; англ. preventive signalling, alarm system; нім. Warnsignalisierung f) — система оповіщення персоналу про зміну стану об'єкта або оповіщення людей про наближення до небезпечної зони, а також водіїв (машин, локомотивів тощо) про перешкоди на шляху руху.
Розрізняють світлову (зорову) та звукову попереджувальна сигналізація.
Напр., попереджувальна сигналізація перед пуском конвеєрної лінії.

## Цікаво
Попереджувальна сигналізація має давню історію. Так, у праці Георга Агріколи De Re Metallica (1556 р.) описана попереджувальна сигналізація на шахтному водовідливі, яка сигналізувала про положення поплавкового датчика (дошки) у водозбірному зумпфі шахтного ствола:
| Існує пристрій, що показує підвищення або зниження рівня води в під стовбурі, який працює незалежно від того, яке пристосування застосовується для підйому води: насоси, норії чи якесь інше. Над шахтним стовбуром, глибина якого дорівнює глибині підстовбура і водовідливного стовбура, закріплюють балку (брус) і перекидають через неї шнур, на одному кінці якого підвішений камінь, а на іншому – дошка. Останню спускають в шахтний стовбур на залізному дроті, один кінець якого закріплений. ...Дошка вертикально спускається по стовбуру до підстовбура і плаває там на воді. ...Робітники не працюють в дні ... свят, а в робочі дні не завжди знаходяться поблизу машини. Тому безупинно дзвонить дзвін, показуючи, що машина безперешкодно працює. Дзвін підвішений на мотузці до дерев'яного валу, укріпленого в балках кріплення над шахтним стволом. Інша довга мотузка прив'язана одним кінцем до осі і опущена в шахтний стовбур; до нижнього кінця її прив'язаний шматок дерева. Кожен раз, коли пальці, що знаходяться на валу машини, б'ють у цей шматок дерева, дзвін приводиться в рух і дзвонить. |